# Люксембургски дворец
Люксембургският дворец е ренесансов дворец в Париж, построен през 1615-1631 г. по поръчка на кралица Мария Медичи.
Дворецът се намира в 6-и арондисман на френската столица и е разположен сред прочутата Люксембургска градина. Към момента в Люксембургския дворец се провеждат заседанията на френския Сенат.
Люксембургският дворец е построен за френската кралица Мария Медичи, майка на крал Луи XIII, на мястото на стар частен дворец (отел партикюле), притежание на люксембургския херцог Франсоа. През 1612 г. Мария Медичи купува стария дворец и прилежащите му обширни територии, а през 1615 г. поръчва нова сграда, която нарича Дворец Медичи.
Кралицата се нанася в двореца през 1625 г., още докато траят довършителните работи по неговия интериор. Изцяло на разположението на кралица е едното крило на Люксембургския дворец, докато другото е запазено за ползване от сина ѝ - Луи XIII. Люксембургският дворец е довършен изцяло през 1631 г. – същата година, в която кралицата майка е изгонена от кралския двор.
През 1641 г. Мария Медичи завещава Люксембургския дворец на по-малкия си син Гастон д'Орлеан, а през 1691 г. негов собственик става Луи XIV. През 1750 г. дворецът е превърнат в музей, който е отворен два дни седмично до 1779 г. През 1778 г. крал Луи XVI подарява двореца на брат си граф дьо Прованс. По време на Френската революция Люксембургският дворец за кратко е използван като затвор, а по-късно е седалище на Директорията и на първия консул на Републиката - Наполеон Бонапарт.
През 19 в. дворецът търпи мащабно преустройство – променени са част от вътрешната декорация и фасадата, гледаща към градините.
През Втората световна война Люксембургският дворец е използван от Херман Гьоринг като щабквартира на Луфтвафе в Париж, а самият Гьоринг използва най-разкошната част на двореца за себе си и своите гости. Въпреки че дворецът е важент пункт за германските окупационни сили във Франция, той понася незначителни щети при освобождението на Париж от съюзниците. През 1946 г. в Люксембургския дворец се провеждат и заседанията на Парижката мирна конференция.